# Cork Stone
Cork Stone (« Pierre Bouchon » en français) est le nom d'une formation rocheuse située près du village de Birchover, dans le Derbyshire, en Angleterre.

## Situation
La pierre se situe à quelques centaines de mètres au nord-est de Birchover, à proximité de Birchover Road qui relie Birchover au village de Stanton in Peak ; elle se dresse dans une petite zone montagneuse connue pour ses mégalithes, le Stanton Moor (en).

## Description
La pierre, composée de grès, ressemble à un champignon et mesure environ 4,50 m de haut ; des marches creusées dans la roche et des prises permettent d'accéder à son sommet.
La Pierre Cork est l'un des nombreux affleurements naturels du Stanton Moor.